# Jaguar XK (1948-1961)
Los Jaguar XK son automóviles deportivos que fueron producidos por la marca Jaguar desde 1948 hasta 1961. Tuvieron un impacto sin precedentes en las ventas del fabricante inglés, y fueron los primeros automóviles nuevos producido en su totalidad por la firma tras la Segunda Guerra Mundial. Fue revolucionario en su época y un éxito instantáneo. Este modelo hoy en día es considerado como un icono del automovilismo de todos los tiempos.

## Historia
El Jaguar XK fue concebido con el propósito de introducir un flamante nuevo motor Jaguar XK obra de William Heynes, un seis cilindros en línea de 3,4 litros de cilindrada y un excelente nuevo chasis simplemente con la intención de generar publicidad y posiblemente ganar unas cuantas competencias y así incrementar las ventas de los sedanes.
Todos los modelos fueron fabricados con taloneras (fender skirts) para cubrir las llantas traseras, elemento que realzó visualmente la superficie curva de la silueta, sin embargo, cuando a partir de 1951 se ofrece como opción ruedas de radios (rayos) con fijación central, las taloneras tuvieron que ser eliminadas en estos modelos para hacerle espacio a la tuerca central. Las ruedas de radios eran de 16 pulgadas y estaban disponibles en terminación del color del coche o en contraste, además de plateado o cromadas.
Como equipo opcional se ofrecieron en los modelos «SE» (special equipment) equipamiento especial, con un grado más alto de rendimiento que la gama estándar: con un motor más potente de 180 bhp, ruedas de radios, suspensión más firme, doble salida de escape y faros auxiliares marca Lucas. Otras versiones aún más potentes estuvieron 
disponibles con una culata de competición «tipo-C» (C-type) con 210 bhp. Las versiones con equipamiento especial se conocían en los EE. UU. como los M, y cuando incorporaban la culata del tipo-C como MC.
Varios accesorios fueron previstos para las pruebas de competición, tales como parabrisas de tamaño reducido para mejorar la aerodinámica del roadster, depósito auxiliar de combustible y cubierta de tonneau de metal entre otros. 

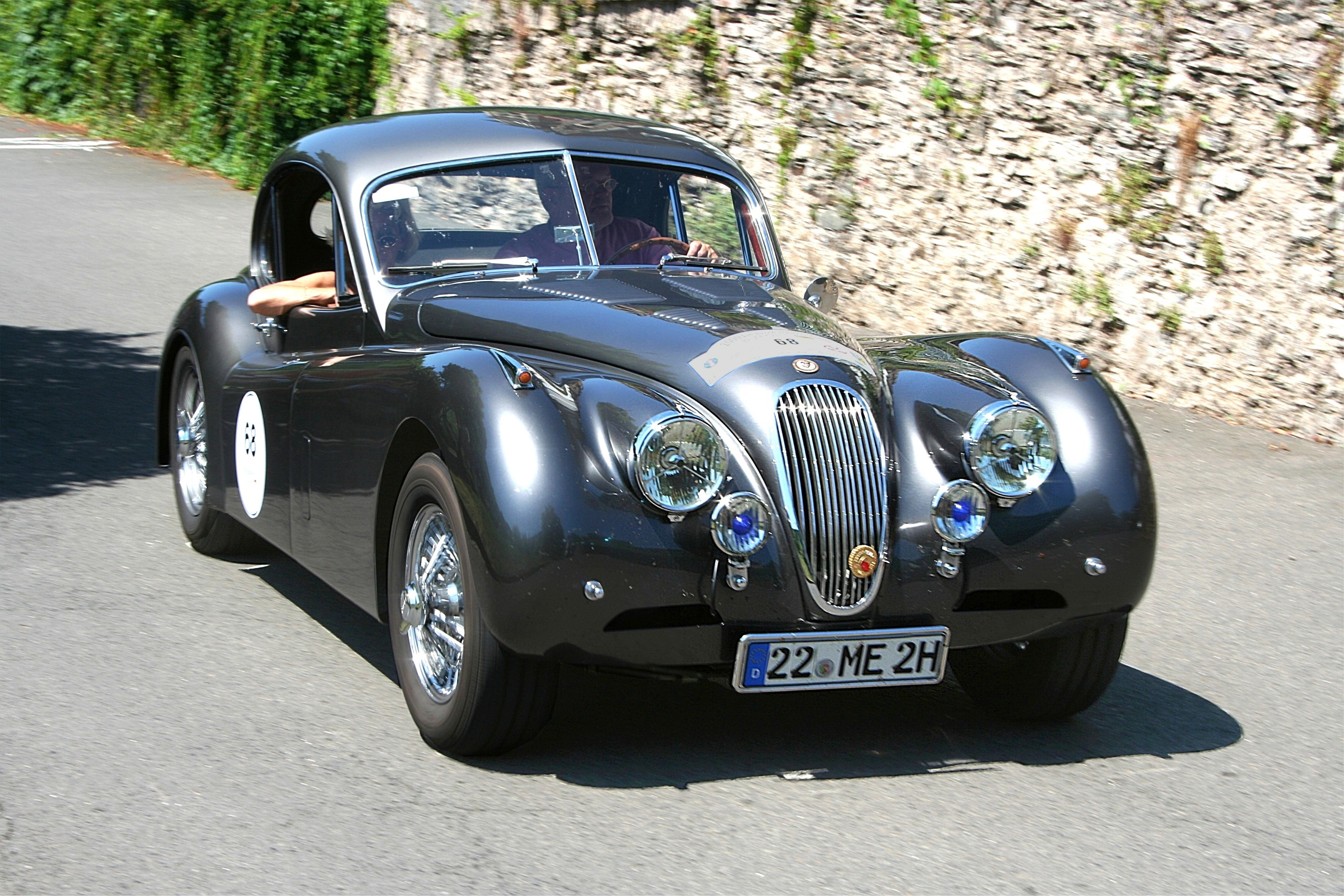
Jaguar XK120 Cupé (Fixed Head Cupé-FHC) de 1954

## XK120

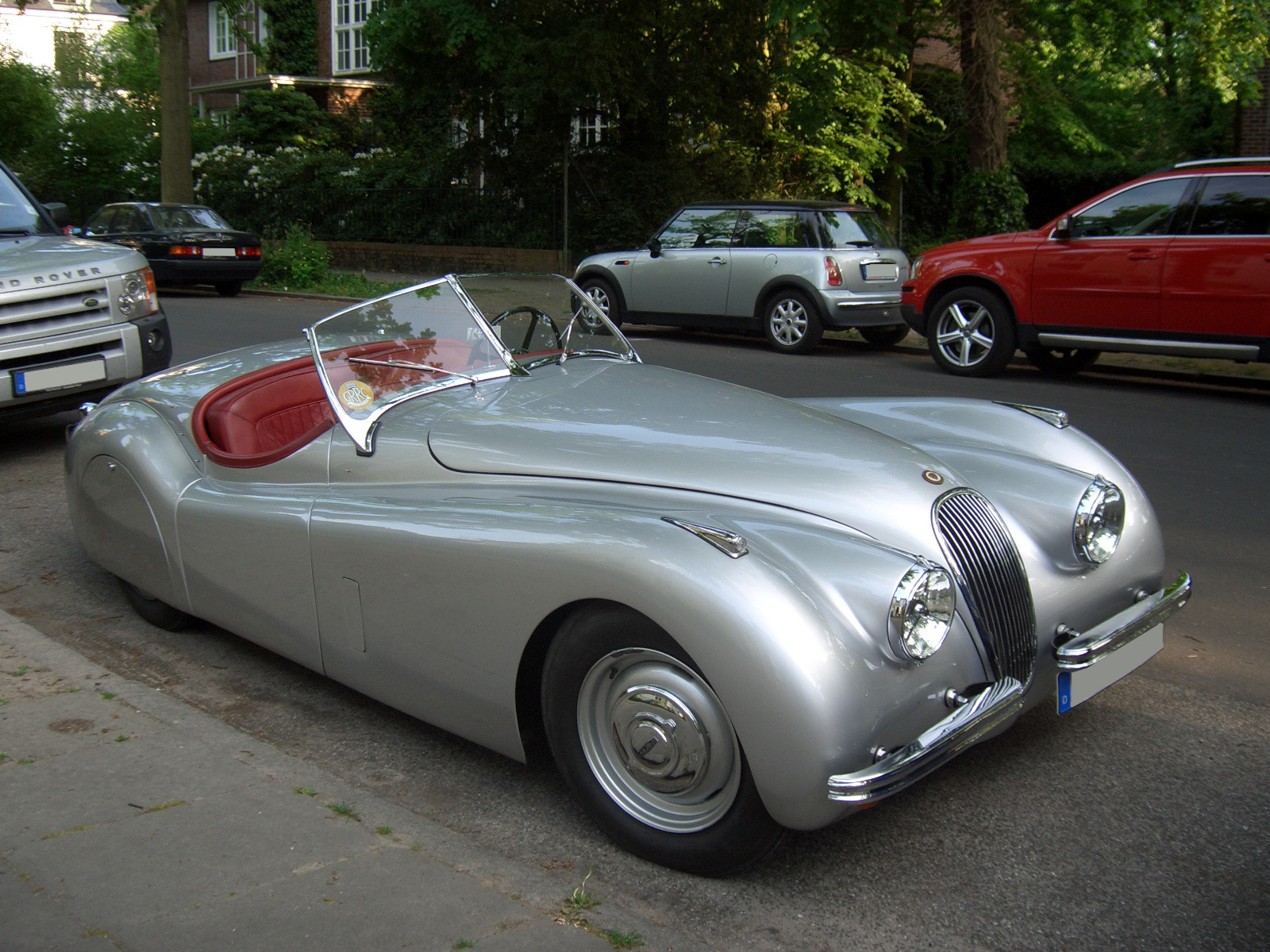
Jaguar XK120 Roadster (Open Two Seater-OTS) de 1950

Su primer modelo, el XK120, fue presentado en el «British International Motor Show» en el «Earls Court Exhibition Centre» el 27 de octubre de 1948 y era la intención de Jaguar en ese momento, el exhibir su nuevo y potente motor de 6 cilindros que propulsaría a los nuevos sedanes del fabricante inglés, los que conoceríamos más adelante como los Mark VII. A toda prisa y sin mucho refinamiento, los ingenieros de Jaguar se dieron a la tarea de diseñar un modelo deportivo que utilizaría una versión recortada del chasis del sedan y, por supuesto, el nuevo motor longitudinal de seis cilindros en línea de 3442 cc, con árbol de levas en culata (DOHC), tapa de cilindros de aleación ligera y dos carburadores SU (Skinners Union) acoplado a una caja de cambios manual de cuatro velocidades. La carrocería fue fabricada a mano utilizando aluminio con refuerzos y piso de madera de fresno. El proyecto fue terminado tan cerca de la fecha de la exhibición que no hubo oportunidad ni de probarlo.
Aunque no cabía duda de lo atractivo de su diseño, ni siquiera el propio William Lyons, fundador de la compañía Jaguar y un gran visionario, pudo imaginar el rotundo éxito y la acogida que su modelo tuvo por el público en general y la prensa automovilística.
El éxito por poco ocasiona un embarazoso fracaso cuando Jaguar se dio cuenta de que no había manera de que pudiese cumplir con las más de trescientas órdenes que resultaron de esta, su primera presentación. El vehículo, con su carrocería de aluminio hecha a mano y sus refuerzos de madera no solamente era costoso de producir, sino que su fabricación era sumamente lenta. Jaguar consiguió prestados componentes de otros modelos de su línea y hasta de otros autos ingleses (como el diferencial de Aston Martin) para poder cumplir en parte con la demanda y las órdenes que resultaron de la exhibición de «Earls Court».

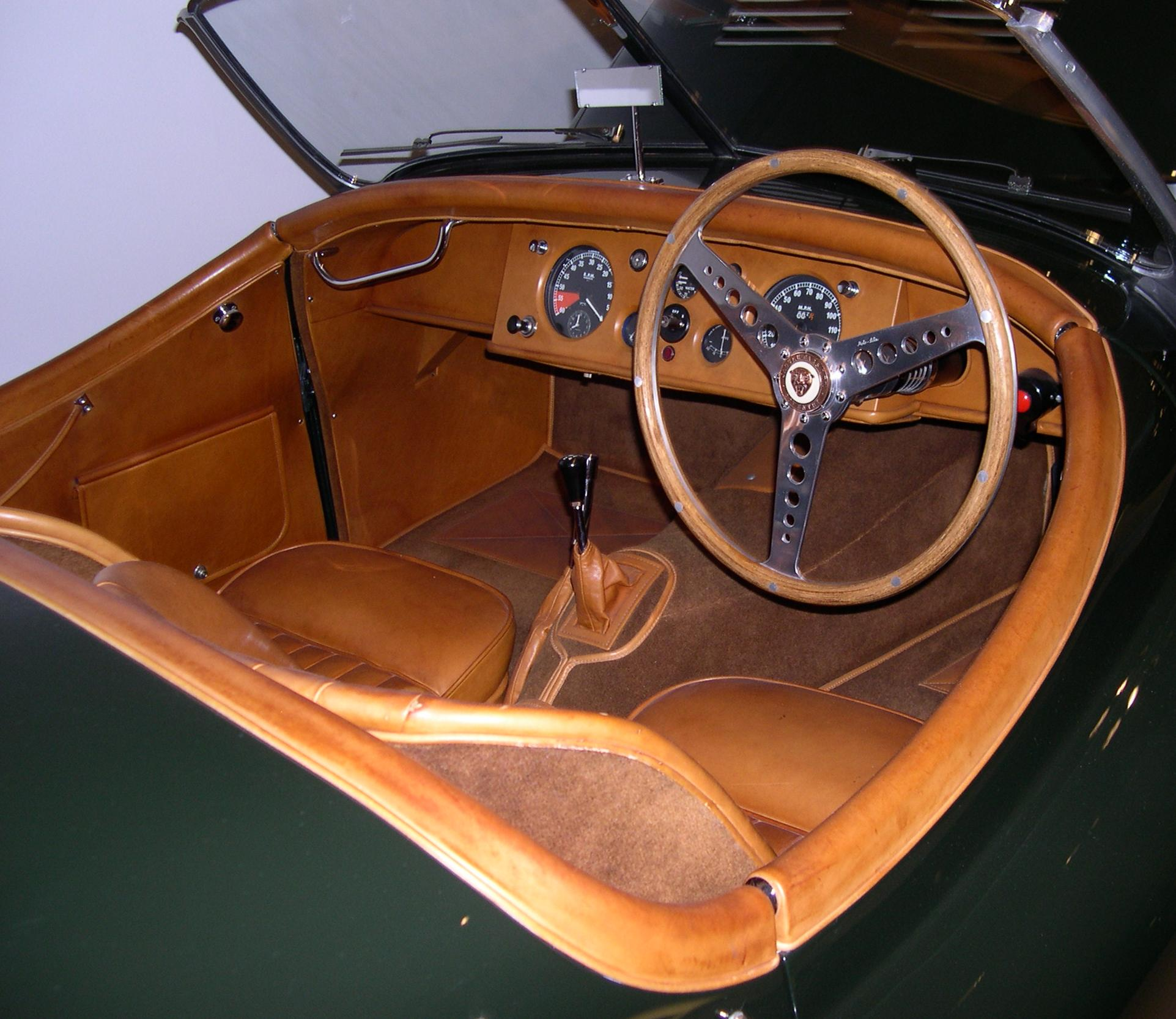
Cabina de un XK120 roadster (Open Two Seater-OTS)

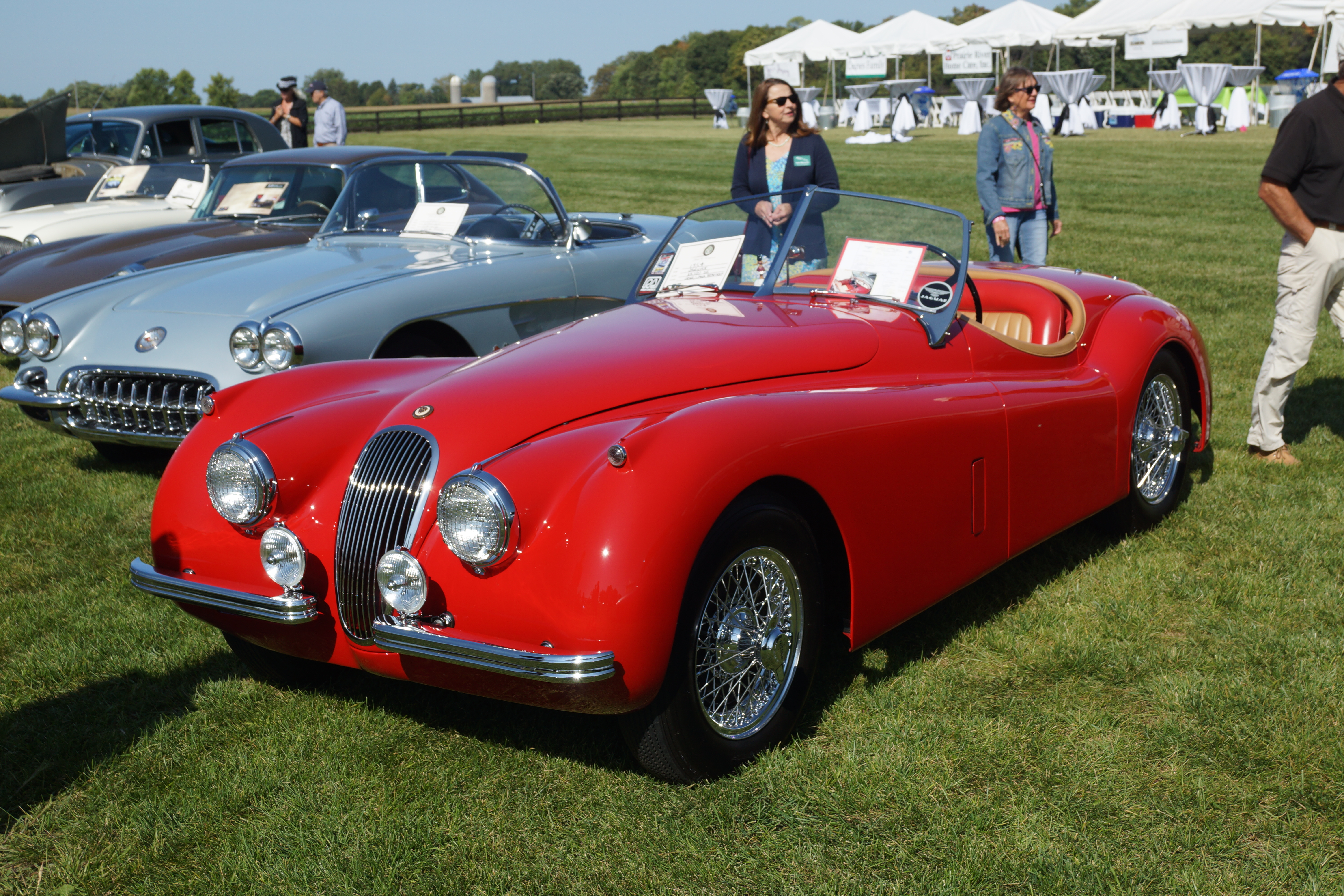
Jaguar XK-120 SE de 1954

240 automóviles fueron completados y entregados en esta forma y no fue hasta 1950, cuando su producción oficial con una carrocería en acero salió por vez primera de los talleres de Coventry. Jaguar empleó un marketing muy astuto para el nuevo XK120, garantizando en sus anuncios que alcanzaría una velocidad de 120 millas por hora (193,12km/h). No cabe duda de que el potente motor XK de 160 cv tuvo un fuerte impacto entre los entusiastas, pero hay que señalar que la atrevida y sensual carrocería se convirtió en un éxito instantáneo entre las más famosas estrellas de Hollywood, como Humphrey Bogart, Ingrid Bergman, Clark Gable y Lauren Bacall.

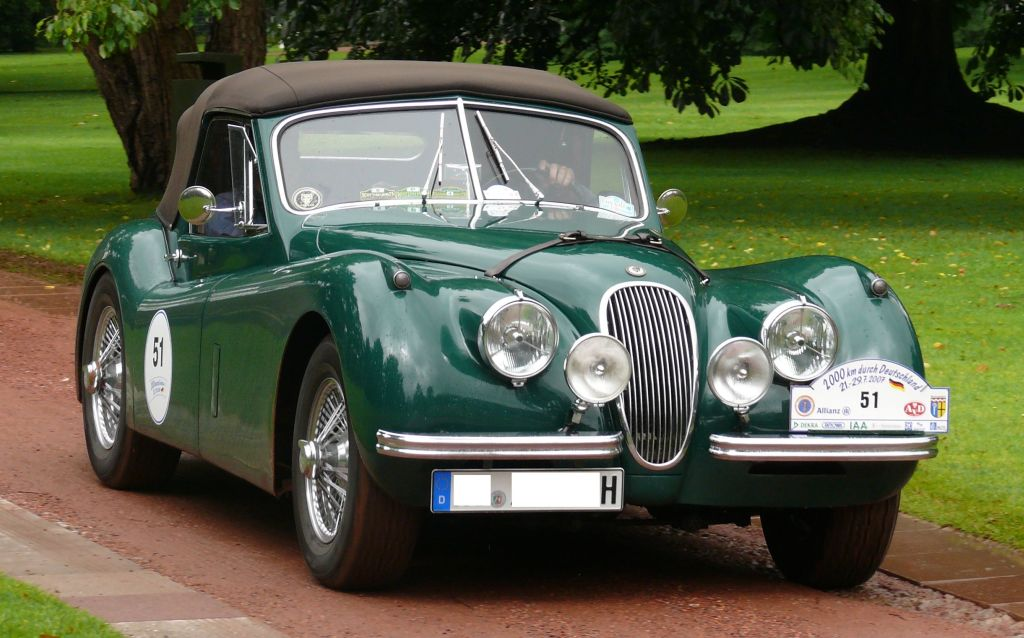
Jaguar XK-120 SE DHC verde

El XK120 estaba disponible al principio como Roadster – «Open Two Seater» (OTS) en el vernáculo anglo-sajón – la manera inglesa al describir un verdadero descapotable, modelo cuya capota, que se escondía y desaparecía totalmente detrás de los asientos, podía bajarse y subirse sin uno desmontarse del coche. El Roadster tenía cortinas laterales desprendibles de lona y plástico en puertas de aleación ligeras. El interior era muy espartano y sin adornos de madera, pero con una panel de instrumentos (tablero) forrado en cuero, a partir de 1951, todos los modelos incluyeron butacas individuales tipo bacquet con tapizado en cuero y calefacción.
En 1951 Jaguar presentó una segunda carrocería tipo Cupé (techo duro) del XK120, conocida también entre los entusiastas como el «Fixed Head Coupé» (FHC), y en 1953 una tercera versión, el «Drop Head Coupé» (DHC), Cabriolé con una capota de mejor calidad, forrada por dentro y que cuando se bajaba quedaba fuera del coche, esta carrocería tenía el parabrisas fijo contrario al roadster que era desmontable.
El XK120 estuvo en producción entre 1948 y 1954, período en el cual se fabricaron 12.055 unidades.

## XK140

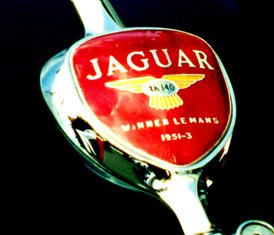
Detalle del emblema en el baúl del Jaguar XK140.

A fines del 1954 los XK120 fueron superados por los XK140 y aunque los nuevos modelos eran visualmente similares a sus predecesores, Jaguar efectuó cambios significativos, entre ellos el motor de 3.4 litros fue afinado para producir 30 bhp de fuerza adicionales, o sea un total de 190 bhp, un sistema de dirección tipo piñón y cremallera en lugar de bolas recirculantes, un radiador de mayor capacidad que fue fijado en posición inclinada para garantizar mejor enfriamiento, amortiguadores telescópicos para la suspensión y varios cambios cosméticos y funcionales como paragolpes no divididos al frente, (a semejanza de los sedanes), así como una nueva parrilla.
Al cupé y al cabrio se les amplió el interior al situar el motor hacia adelante casi seis centímetros, se alargaron las puertas, y el cupé recibió una línea del techo más prolongada hacia atrás. A ambos se le incorporaron dos pequeños asientos adicionales en la parte trasera, adecuados para niños o adultos en un viaje corto, esta distribución «2+1» además ofreció mayor espacio para las piernas y una mejor posición de manejo. Ambos, cupé y cabrio contaban con un panel de instrumentos muy elegante de fina madera de nogal lustrada mientras el roadster disponía de un recubrimiento de fino cuero
En 1956 se incorporó una caja automática de tres cambios como opción, disponible en el cupé y el cabriolé.
Un total de 8957 XK140 fueron fabricados entre el 1954 y el 1957, siendo la mayoría de estos el modelo Roadster (OTS).

## XK150
Jaguar sorprendió nuevamente al mundo de los autos deportivos cuando presentó en el 1957, casi 10 años después de que saliera el primer modelo de la serie XK, lo que sería el último de la serie original, el XK150 cual mostraba diferencias significativas respecto a sus antecesores.

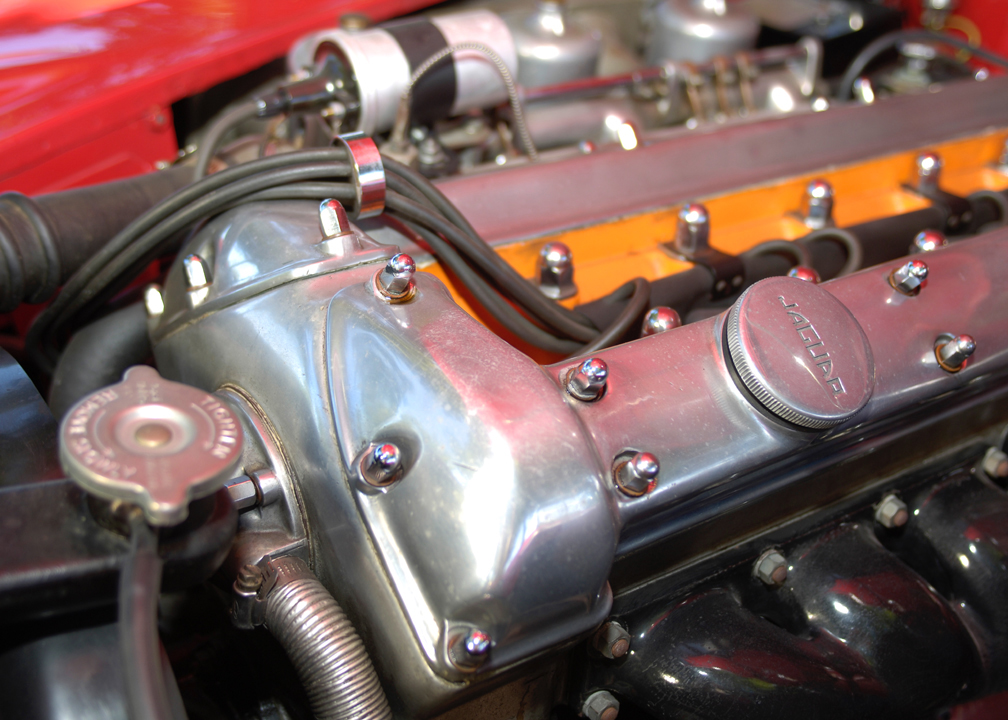
Detalle de la tapa de balancines y el color naranja calabaza de la culata del Jaguar XK-150 S.

Mecánicamente el cambio más importante fue la introducción de frenos de disco en las cuatro ruedas, los mismos Dunlop que la marca usó en Le Mans en 1954. La motorización seguía siendo la 3.4 con 190 bhp, sin embargo el modelo S, cual reemplazaba al SE, contaba con una nueva «culata de puerto directo» y no con dos, sino con 3 carburadores SU y su potencia incrementaba considerablemente hasta los 250 caballos de fuerza. Las carrocerías al principio fueron solo cupé y cabrio.
Aunque preservando una semejanza a la familia del XK120 y al XK140, el XK150 fue modernizado radicalmente, se distinguen por una línea lateral de cintura menos curva y más alta y un parabrisas de una sola pieza curva. El Roadster se ofreció en el 1958 y se le adjudicaron algunos cambios interesantes a la carrocería comparado con sus hermanos, ya que la cabina se ubicó hacia atrás unos diez centímetros, resultando en un morro más largo que los 2+1 de la cupé y el cabrio. Esto se debió al parecer a que el roadster era solamente de dos asientos, y utilizó este espacio adicional en el interior, aun así, había espacio para el equipaje detrás de los asientos. El roadster contaba ahora con elementos de lujo como elevalunas manuales y una capota menos rudimentaria. 
En 1958 todos los modelos son aún más potentes al ofrecer un motor 3.8 litros, gracias a que la cabeza fue porteada, el modelo básico con doble carburador recibe una potencia de 220 bhp mientras el modelo S con triple carburador salta a 265 bhp. La caja automática no estaba disponible en esta versión. El modelo S se identifica en su exterior por una letra «S» en la parte superior de la puerta, y debajo del capó por la pintura color naranja calabaza de la culata del potente motor. Este 3.8 sería el mismo motor y con la misma configuración de los tres SU que se usara en el Tipo-E (E-type) en 1961.
El XK150 estuvo en producción comenzando en 1957 y terminó en octubre de 1960, período en el cual se fabricaron 9,395 autos.

## Evolución del XK
Gradualmente desde el 1948 hasta su último modelo del 1961, Jaguar fue modificando su popular modelo deportivo haciendo cambios sutíles, pero a la vez significativos. Veamos como Jaguar pudo hacer estos cambios sin alterar la apariencia ni personalidad de lo que fue su modelo de más venta en los años cincuenta:

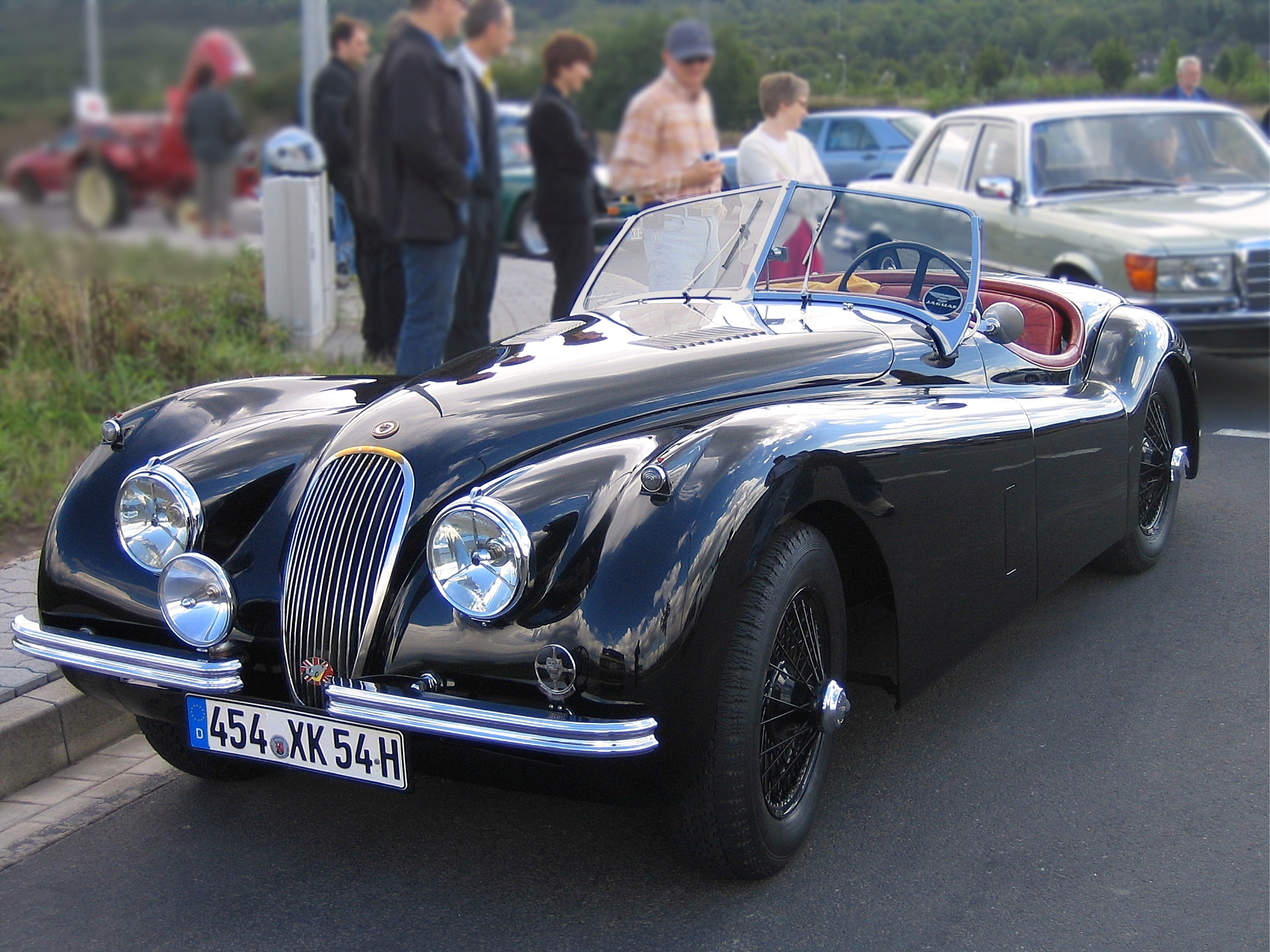
XK120
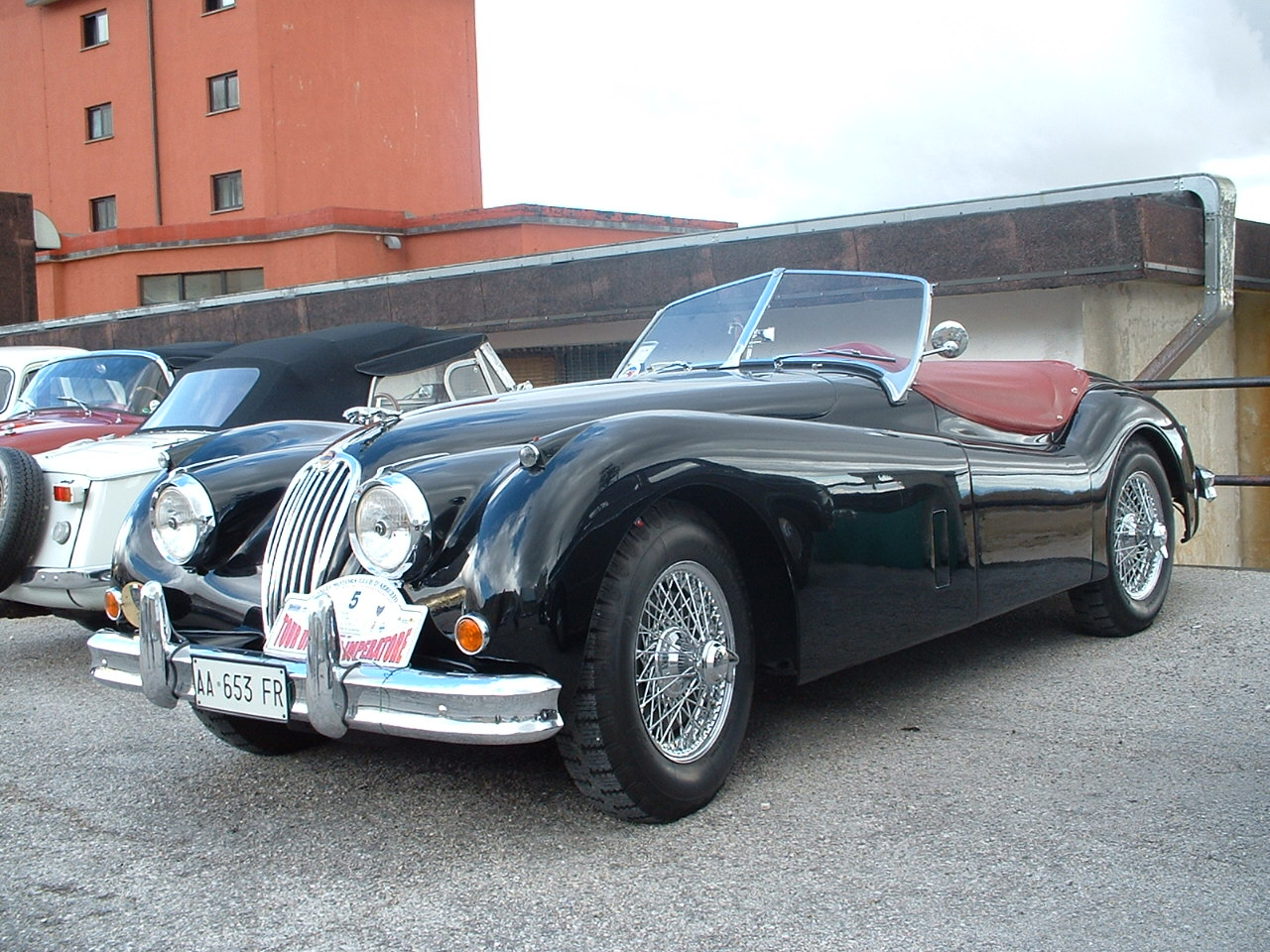
XK140
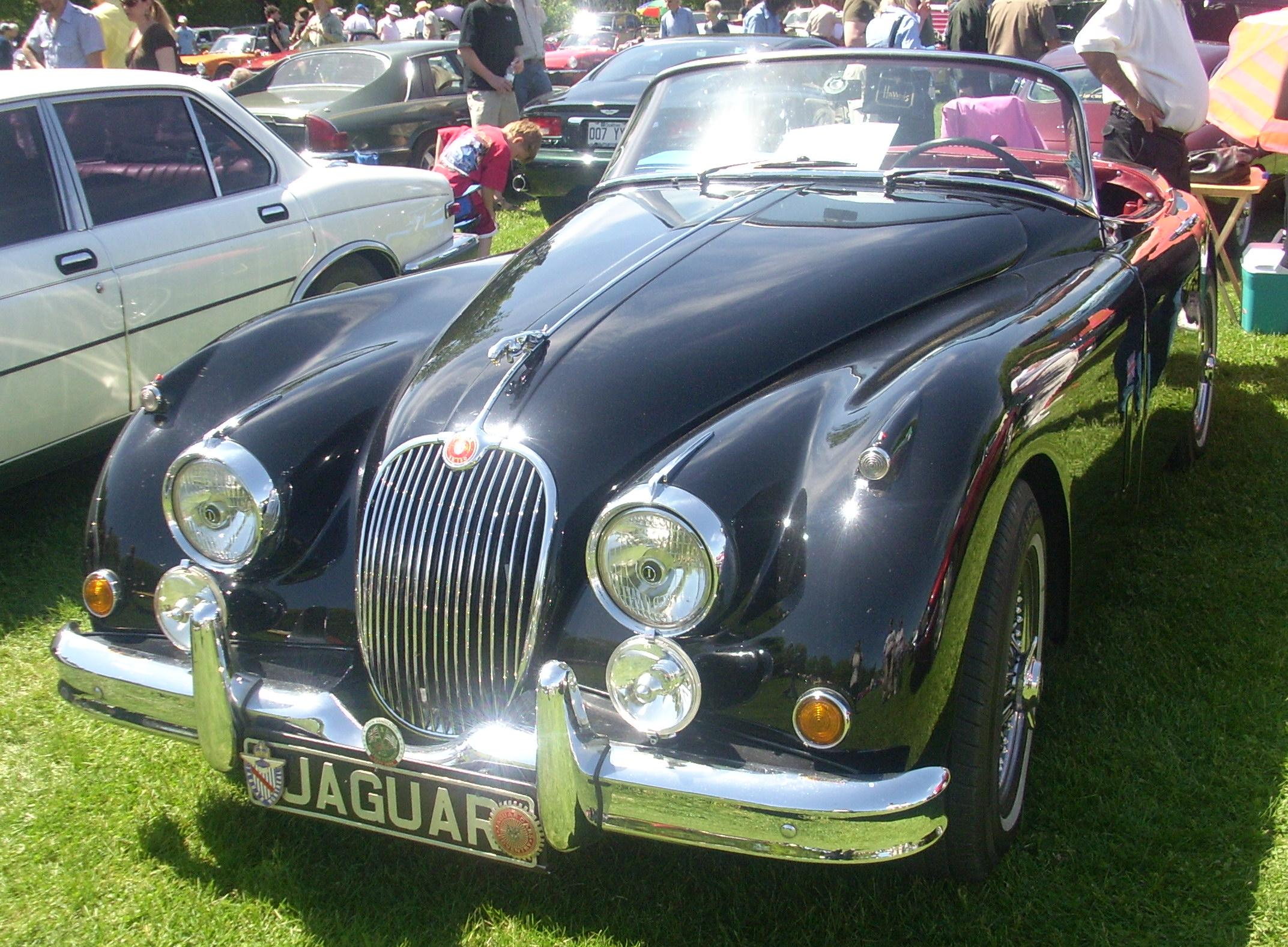
XK150

### La parrilla
Si los miramos de frente el XK120 tiene una parrilla ovalada con trece barras y el emblema del «Growler» (felino rugiente) en una especie de terminado bronceado colocada sobre el capó; el XK140 tiene una parrilla con solo siete barras verticales y el emblema tradicional con las siglas de Jaguar es integrado al marco de la parrilla, con una moldura cromada en el centro del capó hasta el parabrisas; el XK150 tiene una parrilla más ancha con 16 barras y regresa el emblema del Growler, pero continua integrado al marco de su parrilla. El XK150 es también el primer Jaguar deportivo en integrar la mascota del «Leaper» en el capó, justo detrás de la parrilla. Los primeros XK150 también integraron en la tapa del baúl el emblema de Jaguar donde listaba la marca como ganadores de la carrera de las 24 Horas de Le Mans en el 1951, 1953, 1955 y 1956, la última producción del XK150 añadió el 1957 a sus logros.

### Parabrisas
Los modelos XK120 y XK140 ambos utilizaron el diseño de parabrisas dividido o de dos piezas planas, el XK150 introdujo el parabrisas de una sola pieza curva, que contribuyó a una apariencia más moderna aunque las líneas de la carrocería tenían tendencias menos curvas, todos los 150 ahora contaban ventanillas en las puertas con elevalunas manuales para brindar una cabina más hermética.

### Paragolpes
Es de notar que el XK120 presentó unos delgados paragolpes (defensas) minimalistas de dos piezas cromadas, un tanto rústicas, pero muy de la época. El XK140 cambió el diseño por un paragolpe de barra completa recta y el XK150, con su nuevo radiador y parrilla añadió una curva al centro de su paragolpe de una pieza para acomodar el agresivo nuevo diseño.

## Ficha técnica
| Modelo                       | Año       | Capacidad | Configuración       | Diámetro/carrera | Carburador   | Potencia                      |
| ---------------------------- | --------- | --------- | ------------------- | ---------------- | ------------ | ----------------------------- |
| XK120 3.4                    | 1948-1954 | 3442cc    | 6 cil en línea DOCH | 83mm x 106mm     | Doble SU H6  | 160 bhp (119.3 kW) a 5000 rpm |
| XK120 3.4 SE                 | 1951-1954 | 3442cc    | 6 cil en línea DOCH | 83mm x 106mm     | Doble SU H6  | 180 bhp (134.2 kW) a 5300 rpm |
| XK120 3.4 SE (Culata tipo-C) | 1951-1954 | 3442cc    | 6 cil en línea DOCH | 83mm x 106mm     | Doble SU H8  | 210 bhp (156.6 kW) a 5750 rpm |
| XK140 3.4                    | 1954-1957 | 3442cc    | 6 cil en línea DOCH | 83mm x 106mm     | Doble SU H6  | 190 bhp (141.7 kW) a 5500 rpm |
| XK140 3.4 SE (Culata tipo-C) | 1954-1957 | 3442cc    | 6 cil en línea DOCH | 83mm x 106mm     | Doble SU H8  | 210 bhp (156.6 kW) a 5750 rpm |
| XK150 3.4                    | 1957-1959 | 3442cc    | 6 cil en línea DOCH | 83mm x 106mm     | Doble SU H6  | 190 bhp (141.7 kW) a 5500 rpm |
| XK150 3.4 S                  | 1957-1959 | 3442cc    | 6 cil en línea DOCH | 83mm x 106mm     | Triple SU H8 | 250 bhp (186.4 kW) a 5500 rpm |
| XK150 3.8                    | 1959-1960 | 3781cc    | 6 cil en línea DOCH | 87mm x 106mm     | Doble SU H6  | 220 bhp (164.1 kW) a 5500 rpm |
| XK150 3.8 S                  | 1959-1960 | 3781cc    | 6 cil en línea DOCH | 87mm x 106mm     | Triple SU H8 | 265 bhp (197.6 kW) a 5500 rpm |

## Galería

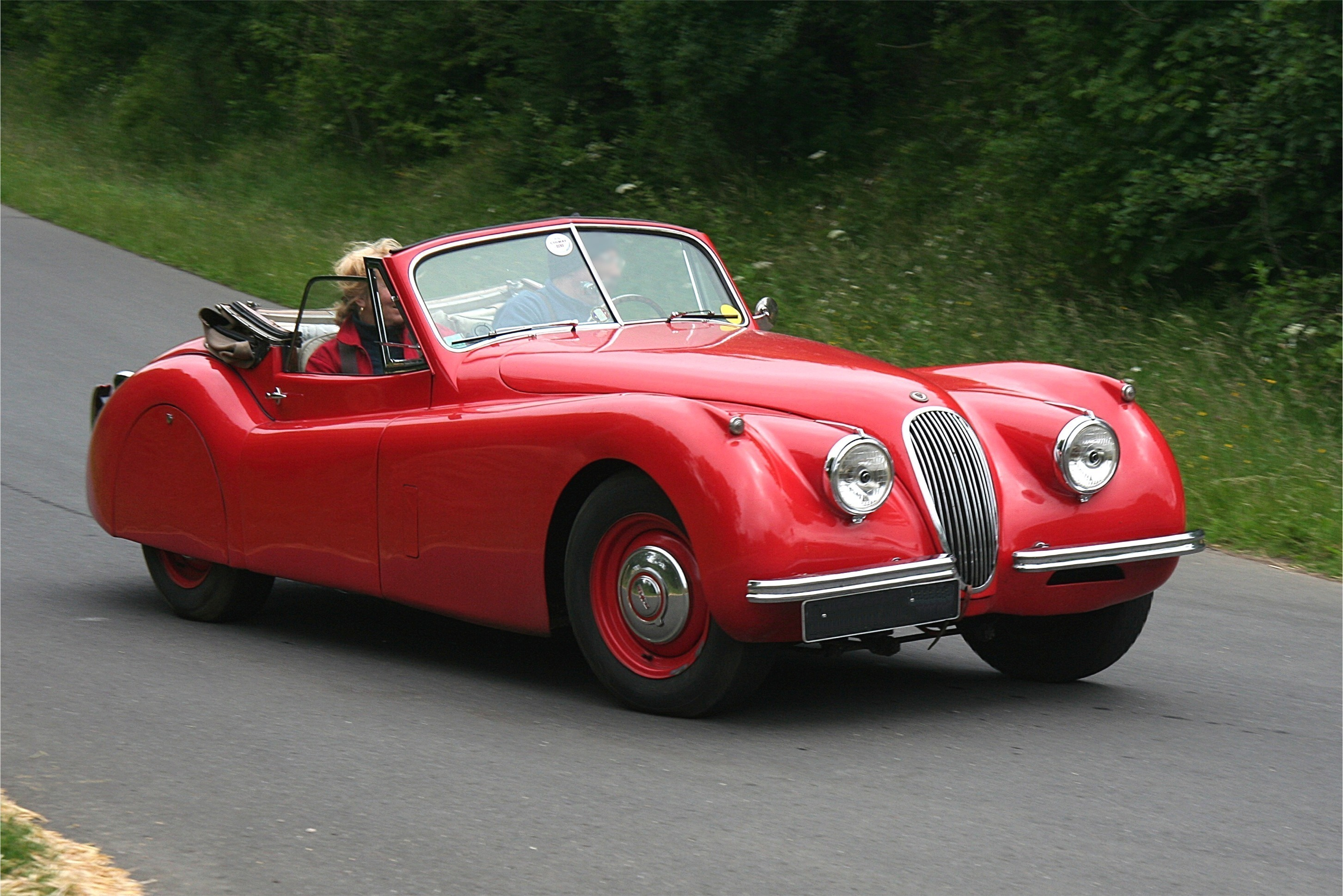
1
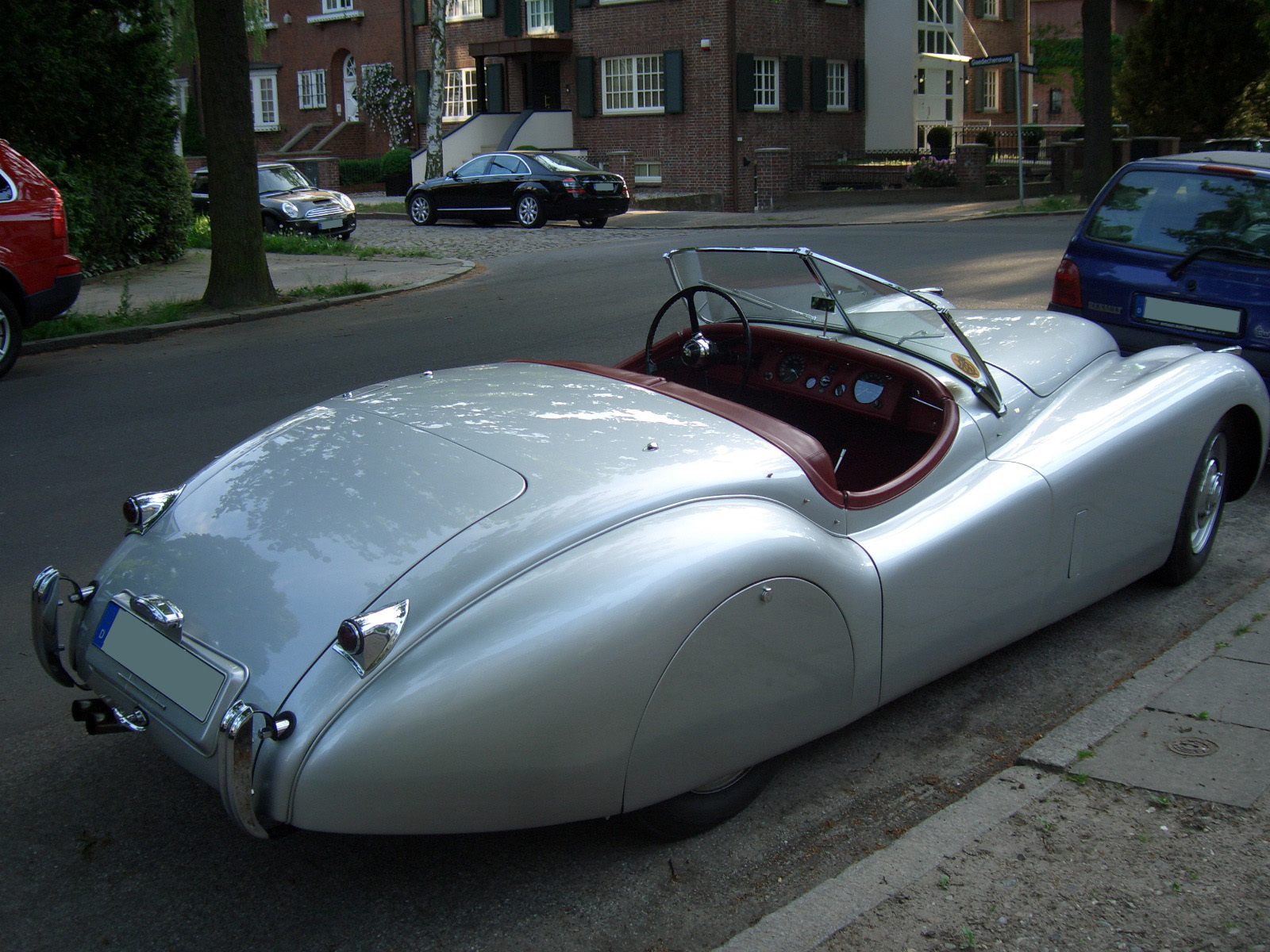
2
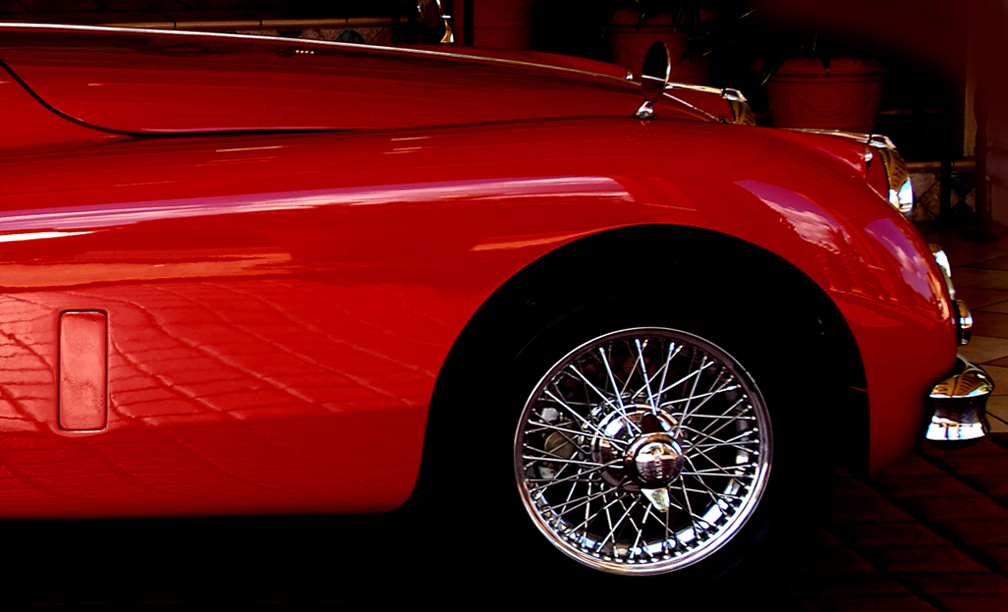
3
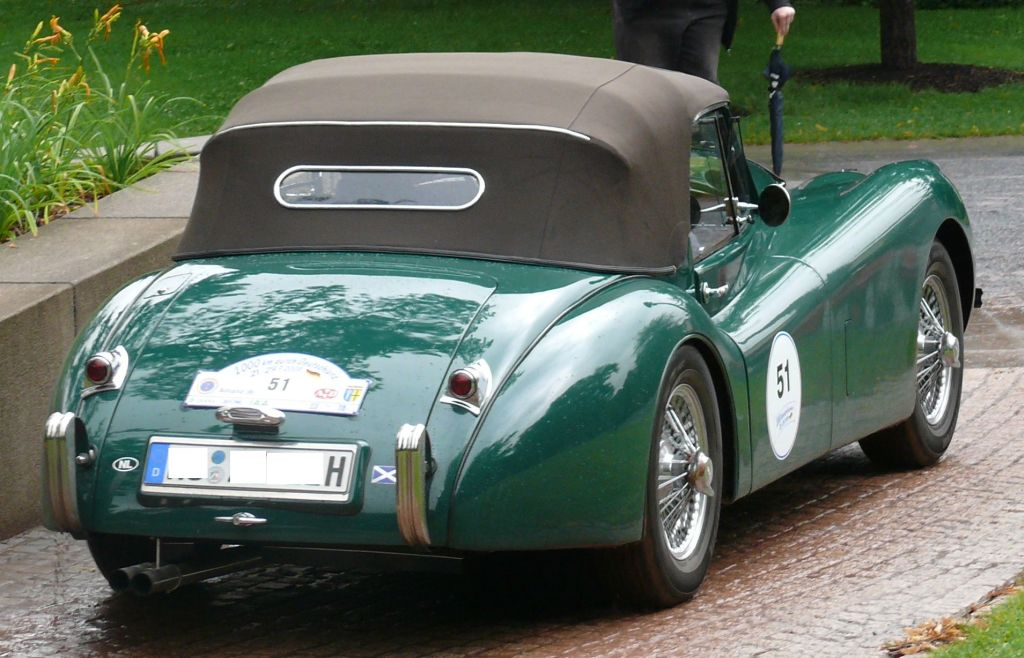
4
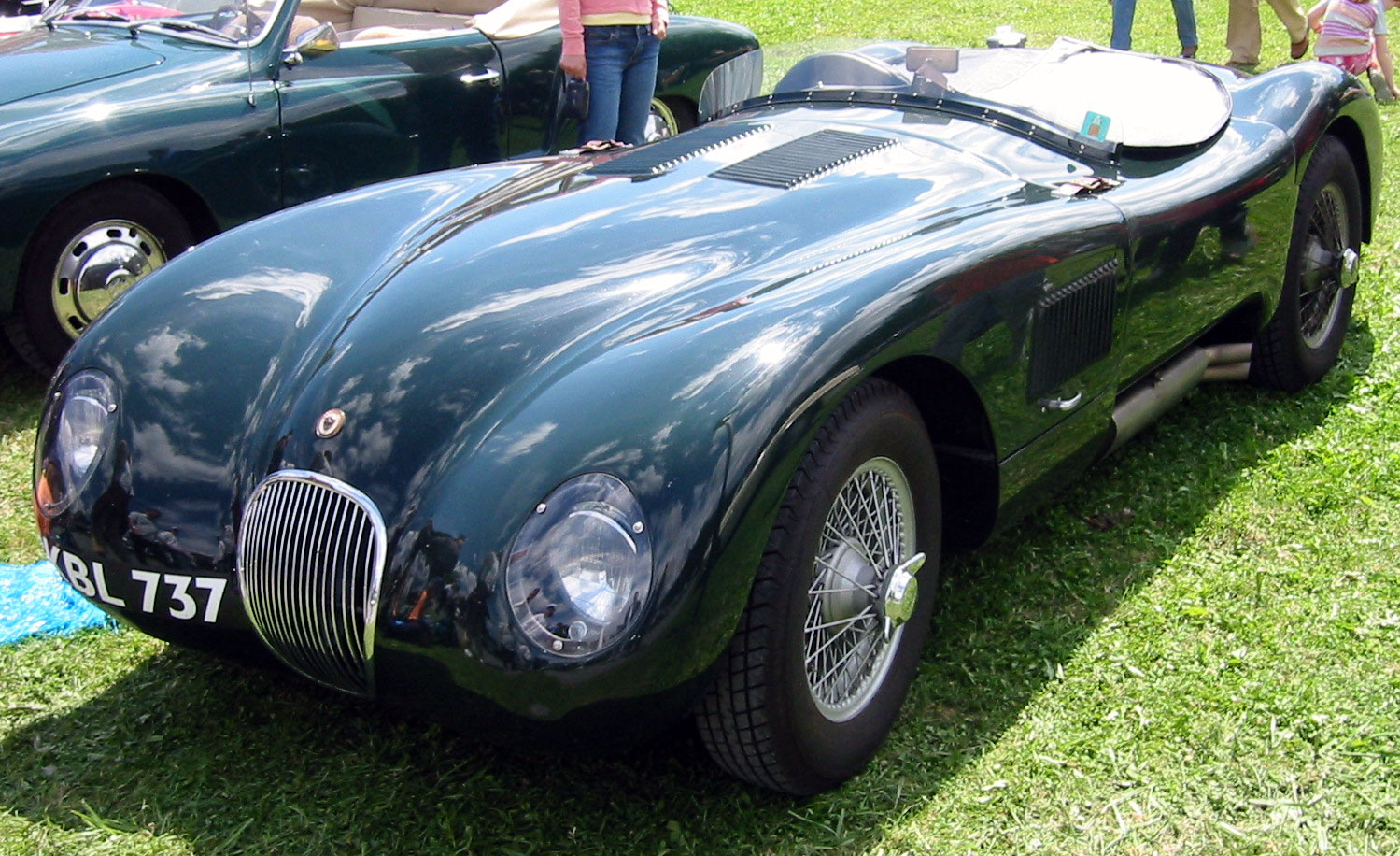
5

- 1] XK120 cabriolet (Drop Head Coupe-DHC))
- 2] XK120 roadster con ruedas posteriores carenadas
- 3] Aquí podemos apreciar el larguísimo morro de un XK150 roadster
- 4] XK120 SE (special equipment) cabriolet
- 5] Jaguar Tipo-C (XK120C) de competición